# Pro Patria et Libertate Sezione Calcio 1954-1955
Questa voce raccoglie le informazioni riguardanti la Pro Patria et Libertate Sezione Calcio nelle competizioni ufficiali della stagione 1954-1955.

## Stagione
La stagione 1954-55 è stata amara per la Pro Patria, ultima in classifica con 21 punti, due in meno della Spal; si è comunque salvata perché la Lega Nazionale ha spedito in Serie B l'Udinese (seconda in classifica con 44 punti, dietro al Milan, che con 48 è campione d'Italia) ed il Catania che aveva raccolto 30 punti. Il presidente Angelo Garavaglia conferma l'allenatore Luigi Rossetto. In campionato si parte male, dopo cinque partite La Pro Patria è in fondo alla classifica con un punto. Si dimette Luigi Rossetto e gli subentra Paolo Agosteo difensore bustocco negli anni trenta. Sempre sul fondo classifica a metà febbraio si tenta la carta Imre Senkey ma anche l'allenatore ungherese non riesce a raddrizzare la barca e si retrocede sul campo in Serie B. Poi il colpo di scena che permette ai biancoblù di mantenere la categoria.

## Rosa
| N. |                   | Ruolo | Calciatore          |
| -- | ----------------- | ----- | ------------------- |
|    | Italia (bandiera) | P     | Angelo Uboldi       |
|    | Italia (bandiera) | P     | Franco Bazzani      |
|    | Italia (bandiera) | P     | Pietro Oldani       |
|    | Italia (bandiera) | D     | Spartaco Donati     |
|    | Italia (bandiera) | D     | Luciano Gariboldi   |
|    | Italia (bandiera) | D     | Renzo Venturi       |
|    | Italia (bandiera) | C     | Antonio Fossati     |
|    | Italia (bandiera) | C     | Rinaldo Settembrino |
|    | Italia (bandiera) | C     | Natale Borsani      |
|    | Italia (bandiera) | C     | Guglielmo Toros     |
|    | Italia (bandiera) | C     | Franco Frasi        |
|    | Italia (bandiera) | C     | Bruno Orzan         |
|    | Italia (bandiera) | C     | Franco Danova       |

| N. |                      | Ruolo | Calciatore        |
| -- | -------------------- | ----- | ----------------- |
|    | Italia (bandiera)    | C     | Sergio Frascoli   |
|    | Italia (bandiera)    | C     | Edo Nicora        |
|    | Italia (bandiera)    | C     | Emilio Lavezzari  |
|    | Romania (bandiera)   | A     | Norbert Hofling   |
|    | Italia (bandiera)    | A     | Flavio Cecconi    |
|    | Italia (bandiera)    | A     | Enrico Pratesi    |
|    | Italia (bandiera)    | A     | Emidio Cavigioli  |
|    | Italia (bandiera)    | A     | Emiliano Farina   |
|    | Argentina (bandiera) | A     | José Giarrizzo    |
|    | Italia (bandiera)    | A     | Francesco La Rosa |
|    | Italia (bandiera)    | A     | Enrico Benelli    |
|    | Italia (bandiera)    | A     | Silvano Toncelli  |

## Risultati

### Serie A

#### Girone di andata
| Arbitro: | Bernardi (Bologna) |

|             |           |                            |
| Pratesi 18’ | Marcatori | 47’ Muccinelli 68’ Oppezzo |

| Arbitro: | Liverani (Torino) |

|            |           |  |
| Secchi 78’ | Marcatori |  |

| Arbitro: | Piemonte (Monfalcone) |

|             |           |           |
| Hofling 28’ | Marcatori | 14’ Nyers |

| Arbitro: | Rigato (Mestre) |

|                                |           |  |
| Donati 30’ (aut.) Skoglund 47’ | Marcatori |  |

| Arbitro: | Maurelli (Roma) |

|             |           |                            |
| Hofling 67’ | Marcatori | 49’ Annovazzi 80’ Bassetto |

| Arbitro: | Bonetto (Torino) |

|             |           |  |
| Pratesi 81’ | Marcatori |  |

| Arbitro: | Arpaia (Roma) |

|              |           |                 |
| Olivieri 15’ | Marcatori | 80’ Settembrino |

| Arbitro: | Pieri (Trieste) |

|                    |           |             |
| Rosetta 46’ (aut.) | Marcatori | 66’ Virgili |

| Arbitro: | Scaramella (Roma) |

|  |           |             |
|  | Marcatori | 54’ Hofling |

| Arbitro: | Rigato (Mestre) |

|                      |           |  |
| Hansen 6’ Vivolo 41’ | Marcatori |  |

| Arbitro: | Maurelli (Roma) |

|  |           |              |
|  | Marcatori | 4’ 47’ Mayer |

| Arbitro: | Pieri (Trieste) |

|                   |           |                         |
| Grosso 65’ (aut.) | Marcatori | 48’ Moltrasio 56’ Bacci |

| Arbitro: | Bonetto (Torino) |

|                          |           |                              |
| Selmosson 13’ Bettni 61’ | Marcatori | 47’ Hofling 71’ (rig.) Orzan |

| Arbitro: | Bernardi (Bologna) |

|  |           |                             |
|  | Marcatori | 27’ Posio 87’ (rig.) Amadei |

| Arbitro: | Bonetto (Torino) |

|                      |           |             |
| Hansen 27’ Gotti 29’ | Marcatori | 86’ Pratesi |

| Arbitro: | Agnolin (Bassano del Grappa) |

|  |           |                                   |
|  | Marcatori | 29’ (rig.) Ballacci 67’ Pivatelli |

| Arbitro: | Bellè (Venezia) |

|                          |           |  |
| Nordahl 54’ Frignani 66’ | Marcatori |  |

#### Girone di ritorno
| Arbitro: | Marchese (Napoli) |

|                                                 |           |                        |
| Raffin 9’ Muccinelli 64’ Colombo 73’ Bronée 75’ | Marcatori | 52’ 85’ (rig.) Pratesi |

| Arbitro: | Liverani (Torino) |

|  |           |                         |
|  | Marcatori | 68’ Curti 76’ Lucentini |

| Arbitro: | Agnolin (Bassano del Grappa) |

|           |           |          |
| Galli 13’ | Marcatori | 4’ Orzan |

| Arbitro: | Piemonte (Monfalcone) |

|  |           |              |
|  | Marcatori | 65’ Passarin |

| Arbitro: | Lo Bello (Siracusa) |

|               |           |                                |
| Rasmussen 23’ | Marcatori | 24’ Cecconi 61’ (rig.) Pratesi |

| Arbitro: | Arpaia (Roma) |

|                                     |           |  |
| Baldini 75’ Arrigoni 82’ Tortul 88’ | Marcatori |  |

| Arbitro: | Piemonte (Monfalcone) |

|           |           |              |
| Toros 69’ | Marcatori | 40’ Broccini |

| Arbitro: | Piemonte (Monfalcone) |

|              |           |  |
| Bizzarri 86’ | Marcatori |  |

| Busto Arsizio 10 aprile 1955 26ª giornata | Pro Patria          | 0 – 0 | Novara | Stadio Comunale\| Arbitro: \| Lo Bello (Siracusa) \| |
| Arbitro:                                  | Lo Bello (Siracusa) |       |        |                                                      |

| Arbitro: | Canepa (Genova) |

|                         |           |  |
| Hofling 22’ Benelli 58’ | Marcatori |  |

| Arbitro: | Grandville (Roma) |

|            |           |                            |
| Larsen 88’ | Marcatori | 19’ Danova 75’ 77’ Hofling |

| Arbitro: | Arpaia (Roma) |

|                            |           |             |
| Bertoloni 7’ 67’ Buhtz 90’ | Marcatori | 49’ Hofling |

| Arbitro: | Liverani (Torino) |

|                          |           |                            |
| Danova 25’ Cavigioli 47’ | Marcatori | 17’ Menegotti 33’ Castaldo |

| Arbitro: | Menchini (Udine) |

|                         |           |             |
| Masoni 64’ Comaschi 67’ | Marcatori | 29’ Benelli |

| Arbitro: | Marangio (Roma) |

|                           |           |              |
| Gariboldi 64’ La Rosa 79’ | Marcatori | 41’ Cattaneo |

| Arbitro: | Grillo (Napoli) |

|                                                                      |           |  |
| Randon 47’ Cervellati 64’ Cappello 71’ Cervellati 73’ Pantaleoni 82’ | Marcatori |  |

| Arbitro: | Scaramella (Roma) |

|               |           |             |
| Cavigioli 69’ | Marcatori | 59’ Nordahl |

## Statistiche

### Statistiche di squadra
| Competizione | Punti | In casa | In casa | In casa | In casa | In casa | In casa | In trasferta | In trasferta | In trasferta | In trasferta | In trasferta | In trasferta | Totale | Totale | Totale | Totale | Totale | Totale | DR  |
| Competizione | Punti | G       | V       | N       | P       | Gf      | Gs      | G            | V            | N            | P            | Gf           | Gs           | G      | V      | N      | P      | Gf     | Gs     | DR  |
| ------------ | ----- | ------- | ------- | ------- | ------- | ------- | ------- | ------------ | ------------ | ------------ | ------------ | ------------ | ------------ | ------ | ------ | ------ | ------ | ------ | ------ | --- |
| Serie A      | 21    | 17      | 3       | 6       | 8       | 14      | 22      | 17           | 3            | 3            | 11           | 15           | 33           | 34     | 6      | 9      | 19     | 29     | 55     | -26 |

### Statistiche dei giocatori
| Giocatore      | Serie A  | Serie A |
| Giocatore      | Presenze | Reti    |
| -------------- | -------- | ------- |
| E. Benelli     | 8        | 2       |
| N. Borsani     | 21       | 0       |
| E. Cavigioli   | 15       | 2       |
| F. Cecconi     | 24       | 1       |
| F. Danova      | 12       | 2       |
| S. Donati      | 32       | 0       |
| E. Farina      | 13       | 0       |
| A. Fossati     | 31       | 0       |
| S. Frascoli    | 2        | 0       |
| F. Frasi       | 18       | 0       |
| L. Gariboldi   | 17       | 1       |
| J. Giarrizzo   | 11       | 0       |
| N. Hofling     | 31       | 8       |
| F. La Rosa     | 10       | 1       |
| E. Lavezzari   | 1        | 0       |
| E. Nicora      | 1        | 0       |
| P. Oldani      | 14       | -23     |
| B. Orzan (I)   | 14       | 2       |
| E. Pratesi     | 23       | 6       |
| R. Settembrino | 22       | 1       |
| S. Toncelli    | 3        | 0       |
| G. Toros (I)   | 21       | 1       |
| A. Uboldi      | 20       | -32     |
| R. Venturi     | 10       | 0       |